# Regionalliga Ouest (1963-1974)
la Regionalliga Ouest qui une ligue de niveau 4 depuis la saison 2008-2009
La Regionalliga Ouest (en Allemand: Regionalliga West) fut une des cinq séries qui composèrent la première version de la "Regionalliga", c'est-à-dire le 2e niveau du football allemand, de 1963 à 1974.

## Histoire
Lors de la création de la Bundesliga, en 1963, la "Regionaliga Ouest" remplaça l'Oberliga West qui avait été instaurée en 1947.
Hiérarchiquement, du début de la saison 1963-1964 à la fin de celle de 1973-1974, elle fut située entre la Bundesliga et les plus hautes séries de chaque subdivision régionale.
À la fin de la saison 1973-1974, la DFB instaura la 2. Bundesliga. À ce moment, les cinq séries de la Regionnaliga disparurent.
Le terme "Regionalliga" ne refit son apparition qu'à partir de la saison 1994-1995 (voir article détaillé: les Regionalligen). Il s'appliqua alors au 3e niveau du football allemand.

## Composition de le Regionalliga Ouest (1963-1974)
Cette série regroupa les clubs localisés dans le Länder de Rhénanie-du-Nord-Westphalie

## Formule de la compétition
Entre 1963 et 1974, les séries de la Regionaliga n'eurent aucun montant direct. Les deux promus annuels (pour l'ensemble des cinq séries) furent désignés après un "Tour final pour la montée en Bundesliga".
Lors de son instauration au niveau 2 en "1963-1964", la Regionalliga West qualifia son champion pour le tour final. À partir de la saison "1964-1965", les deux premiers classés furent qualifiés pour le tour final.
Les clubs relégués descendirent dans la plus haute série de leur région.

## Fondateurs de la "Regionalliga Ouest"
Ci-dessous, les 20 clubs qui fondèrent la Regionalliga "Ouest" en vue de la saison 1963-1964. Neuf d'entre eux furent des promus de la "2. Oberliga West" et l'un était le "Champion de l'Ouest 62-63" (les onze premières équipes sont listées dans l'ordre de leur classement final en Oberliga West):
- Aachener TSV Alemannia
- Schwarz-Weiss Essen
- SC Viktoria 04 Köln
- SV Bayer 04 Leverkusen
- Rot-Weiss Oberhausen
- VfR Borussia Mönchengladbach
- Sportfreunde Hamborn 07
- SC Westfalia 05 Herne
- Wuppertaler SV
- TSV Marl-Hüls
- SC Concordia Hamburg
- VfB Bottrop (promu)
- TuS Duisburg 48/99 (promu)
- SpVgg Herten (promu)
- STV Horst-Emscher (promu)
- Sportfreunde Siegen (promu)
- Rot-Weiss Essen (promu)
- DSC Arminia Bielefeld (promu)
- Duisburger SpV (promu)
- Lüner SV (promu)

Note: Le Lüner SV ne jouait pas en 2.Oberliga West lors de la saison 1962-1963, mais il fut promu en "Regionalliga West" pour avoir été sacré Champion de l'Ouest en cette fin de saison "62-63". Lüner fut Champion de Westphalie en battant (3-1), en finale, le VfB Bielefeld (qui avait remporté l'autre groupe de cette région). Ensuite, le club s'imposa (1-0) contre SG Düren 99 (champion de la région Rhin moyen) et remporta le titre de Champion de l'Ouest en disposant de Homberger SC (champion du Bas-Rhin).

## Palmarès
- Les clubs en lettres grasses montèrent en Bundesliga à la suite du tour final.
- Les clubs en lettres italiques ne participèrent pas au tour final.

| Année | Champion                 | Vice-champion          |
| ----- | ------------------------ | ---------------------- |
| 1964  | Aachener TSV Alemannia   | Wuppertaler SV         |
| 1965  | Borussia Mönchengladbach | Aachener TSV Alemannia |
| 1966  | Fortuna Düsseldorf       | Rot-Weiss Essen        |
| 1967  | Aachener TSV Alemannia   | Schwarz-Weiss Essen    |
| 1968  | TSV Bayer 04 Leverkusen  | Rot-Weiss Essen        |
| 1969  | Rot-Weiß Oberhausen      | Rot-Weiss Essen        |
| 1970  | VfL Bochum               | DSC Arminia Bielefeld  |
| 1971  | VfL Bochum               | Fortuna Düsseldorf     |
| 1972  | Wuppertaler SV           | Rot-Weiss Essen        |
| 1973  | Rot-Weiss Essen          | SC Fortuna Köln        |
| 1974  | SG Wattenscheid 09       | Rot-Weiß Oberhausen    |

## Classements dans la "Regionalliga Ouest" (1963-1974)
| Symboles      | Significations |
| ------------- | --- |
| 1             | Champion, et qualifié pour le tour final |
| 2             | Vice-champion et qualifié pour le tour final |
| 1             | Champion puis promu en Bundesliga pour la saison suivante via le tour final.                                                                                |
| 2             | Vice-champion puis promu en Bundesliga pour la saison suivante via le tour final.                                                                           |
| xx            | Relégué au niveau inférieur pour la saison suivante |
| en diminution | Relégué depuis la Bundesliga à la fin de cette saison |
| xx            | Retenu pour participer à la 2. Bundesliga à partir de la saison suivante, en plus du champion et vice-champion (si ceux-ci ne montèrent pas en Bundesliga ) |

- Note:Au terme de la saison 1973-1974, les différentes équipes qui ne furent ni promues en Bundesliga, ni retenues pour la 2. Bundesliga retournèrent dans leur Verbandsliga respective. La région Ouest couverte par l’ancienne Regionalliga n’eut pas de 3e niveau unifié avant la saison 1978-1979.

| Clubs                      | 1963/64       | 1964/65 | 1965/66 | 1966/67       | 1967/68 | 1968/69 | 1969/70       | 1970/71       | 1971/72       | 1972/73       | 1973/74       |
| -------------------------- | ------------- | ------- | ------- | ------------- | ------- | ------- | ------------- | ------------- | ------------- | ------------- | ------------- |
| Borussia Mönchengladbach   | 8             | 1       |         |               |         |         |               |               |               |               |               |
| Rot-Weiss Essen            | 10            | 7       | 2       | en diminution | 2       | 2       |               | en diminution | 2             | 1             |               |
| Fortuna Düsseldorf         | 3             | 3       | 1       | en diminution | 6       | 4       | 4             | 2             |               |               |               |
| Rot-Weiss Oberhausen       | 7             | 4       | 4       | 6             | 3       | 1       |               |               |               | en diminution | 2             |
| Aachener TSV Alemannia     | 1             | 2       | 3       | 1             |         |         | en diminution | 6             | 4             | 6             | 7             |
| DSC Arminia Bielefeld      | 11            | 5       | 10      | 2             | 4       | 7       | 2             |               | en diminution | 11            | 14            |
| VfL Bochum                 |               |         | 12      | 4             | 5       | 3       | 1             | 1             |               |               |               |
| Wuppertaler SV             | 2             | 6       | 5       | 7             | 15      | 5       | 3             | 3             | 1             |               |               |
| SC Fortuna Cologne         |               |         |         |               | 16      | 13      | 14            | 4             | 3             | 2             | en diminution |
| SC Preussen Münster        | en diminution | 8       | 6       | 9             | 13      | 14      | 7             | 9             | 11            | 13            | 5             |
| Borussia Dortmund          |               |         |         |               |         |         |               |               | en diminution | 4             | 6             |
| Schwarz-Weiss Essen        | 13            | 9       | 7       | 2             | 7       | 6       | 5             | 11            | 5             | 12            | 8             |
| SV Bayer 04 Leverkusen     | 12            | 16      | 14      | 10            | 1       | 8       | 11            | 7             | 8             | 17            |               |
| SC Viktoria 04 Köln        | 5             | 10      | 9       | 13            | 10      | 16      | 12            | 10            | 17            |               | 18            |
| SC Westafalia 05 Herne     | 6             | 12      | 15      | 11            | 17      |         |               | 12            | 14            | 15            | 17            |
| SG Eintracht Gelsenkirchen |               | 13      | 16      | 12            | 14      | 18      |               | 5             | 10            | 14            | 16            |
| Sportfreunde Hamborn 07    | 14            | 14      | 8       | 5             | 9       | 11      | 16            | 18            |               |               |               |
| TSV Marl-Hüls              | 4             | 15      | 13      | 14            | 11      | 12      | 18            |               |               |               |               |
| Lüner SV                   | 20            |         |         |               | 8       | 10      | 6             | 14            | 15            | 18            |               |
| VfR Neuss                  |               |         |         | 8             | 12      | 9       | 9             | 16            | 16            |               |               |
| SG Wattenscheid 09         |               |         |         |               |         |         | 8             | 13            | 12            | 5             | 1             |
| Eintracht Duisburg 1848 1  | 9             | 11      | 11      | 18            |         | 17      |               |               |               |               |               |
| DJK Gütersloh              |               |         |         |               |         |         | 10            | 8             | 13            | 9             | 9             |
| SpVgg Erkenschwick         |               |         |         |               |         |         | 15            | 15            | 6             | 10            | 11            |
| Bonner SC                  |               |         |         | 17            |         | 15      | 13            | 17            |               |               |               |
| STV Horst-Emscher          | 15            | 17      | 18      |               |         |         |               |               |               |               |               |
| VfB Bottrop                | 17            |         | 17      |               | 18      |         |               |               |               |               |               |
| Sportfreunde Siegen        | 18            |         |         |               |         |         |               |               |               | 7             | 12            |
| SC Bayer Uerdingen 05      |               |         |         |               |         |         |               |               | 7             | 3             | 3             |
| SV Arminia Gütersloh       |               |         |         |               |         |         |               |               | 9             | 16            | 13            |
| 1. FC Mülheim-Styrum       |               |         |         |               |         |         |               |               |               | 8             | 4             |
| SpVgg Herten               | 16            |         |         |               |         |         |               |               |               |               |               |
| TuS Duisburg 48/99         | 19            |         |         |               |         |         |               |               |               |               |               |
| Homberger SV               |               | 18      |         |               |         |         |               |               |               |               |               |
| Hammer SpVgg               |               |         |         | 16            |         |         |               |               |               |               |               |
| SSV Hagen                  |               |         |         | 15            |         |         |               |               |               |               |               |
| SSVg Velbert 02            |               |         |         |               |         |         | 17            |               |               |               |               |
| VfL Klafeld-Geisweid 08    |               |         |         |               |         |         |               |               | 18\|          |               |               |
| Rot-Weiss Lüdenscheid      |               |         |         |               |         |         |               |               |               |               | 10            |
| Union Ohligs               |               |         |         |               |         |         |               |               |               |               | 15            |

1 À la fin de la saison 1963-1964, le Duisburger SpV fusionna avec le TuS Duisburg 48/99 pour former l’Eintracht Duisburg 1848.